# Liga Mistrzów UEFA (2019/2020)/Faza kwalifikacyjna
Artykuł prezentuje szczegółowe dane dotyczące rozegranych meczów mających na celu wyłonienie grupy 6 drużyn spośród 53 zespołów piłkarskich, które wezmą udział w fazie kwalifikacyjnej Ligi Mistrzów UEFA 2019/2020.

## Terminarz
| Faza          | Runda                         | Data losowania  | Pierwszy mecz       | Drugi mecz          |
| ------------- | ----------------------------- | --------------- | ------------------- | ------------------- |
| Runda wstępna | Półfinały rundy               | 11 czerwca 2019 | 25 czerwca 2019     | 25 czerwca 2019     |
| Runda wstępna | Finał rundy                   | 11 czerwca 2019 | 28 czerwca 2019     | 28 czerwca 2019     |
| Kwalifikacje  | Pierwsza runda kwalifikacyjna | 18 czerwca 2019 | 9-10 lipca 2019     | 16–17 lipca 2019    |
| Kwalifikacje  | Druga runda kwalifikacyjna    | 19 czerwca 2019 | 23–24 lipca 2019    | 30–31 lipca 2019    |
| Kwalifikacje  | Trzecia runda kwalifikacyjna  | 22 lipca 2019   | 6–7 sierpnia 2019   | 13 sierpnia 2019    |
| Play-off      | Runda play-off                | 5 sierpnia 2019 | 20–21 sierpnia 2019 | 27–28 sierpnia 2019 |

## Runda wstępna
Do startu w Rundzie wstępnej zostały uprawnione 4 drużyny. Runda została podzielona na półfinały i finał. W tej rundzie zespoły grają tylko jeden mecz. Drużyny, które przegrają w tej rundzie, otrzymają prawo gry w II rundzie kwalifikacyjnej Ligi Europy UEFA.

### Podział na koszyki
| Drużyny rozstawione    |       |
| Drużyna                | Wsp.  |
| Lincoln Red Imps       | 4.250 |
| FC Santa Coloma        | 4.000 |
| Drużyny nierozstawione |       |
| Drużyna                | Wsp.  |
| SP Tre Penne           | 0.750 |
| Feronikeli Glogovac    | 0.500 |

### Pary Rundy wstępnej
| Drużyna 1           | Wynik           | Drużyna 2        |
| Półfinały rundy     | Półfinały rundy | Półfinały rundy  |
| ------------------- | --------------- | ---------------- |
| SP Tre Penne        | 0:1             | FC Santa Coloma  |
| Feronikeli Glogovac | 1:0             | Lincoln Red Imps |
| Finał rundy         |                 |                  |
| Feronikeli Glogovac | 2:1             | FC Santa Coloma  |

### Półfinały rundy
| 125 czerwca 2019 | SP Tre Penne | 0:1   | FC Santa Coloma    |                                                                       |
| 15:00 CET        |              | (0:0) | Lopez Iglesias 76' | Stadion Miejski w Prisztinie, Prisztina Widzów: 35 Sędzia: Ian McNabb |

| 225 czerwca 2019 | Feronikeli Glogovac | 1:0   | Lincoln Red Imps |                                                                          |
| 20:45 CET        | Hoti 3'             | (1:0) |                  | Stadion Miejski w Prisztinie, Prisztina Widzów: 3 000 Sędzia: Fedayi San |

### Finał rundy
| 28 czerwca 2019 | Feronikeli Glogovac  | 2:1   | FC Santa Coloma |                                                                                 |
| 20:45 CET       | Zeka 58' · Rexha 87' | (0:0) | 52' Sosa        | Stadion Miejski w Prisztinie, Prisztina Widzów: 1 900 Sędzia: Emmanouil Skoulas |

## I runda kwalifikacyjna
Do startu w I rundzie kwalifikacyjnej zostaną uprawnione 32 drużyny (1 z poprzedniej rundy), z czego 16 zostanie rozstawionych. Drużyny, które przegrają w tej rundzie, otrzymają prawo gry w II rundzie kwalifikacyjnej Ligi Europy UEFA.

### Podział na koszyki
Uwaga: Losowanie I rundy kwalifikacyjnej odbyło się przed zakończeniem rundy wstępnej, więc rozstawienia dokonano przyjmując założenie, że awans uzyska drużyna z najwyższym współczynnikiem w poprzedniej rundzie. W przypadku awansu, którejś z drużyn nierozstawionej, w I rundzie przejmuje ona współczynnik najwyżej rozstawionego rywala.
Oznaczenia:
| Drużyny, które awansowały z rundy wstępnej zachowując swój współczynnik. |

| Drużyny, które zaczęły rywalizację od I rundy eliminacyjnej. |

| Drużyny, które awansowały z rundy wstępnej, przejmując współczynnik rywala. |

| Grupa 1                | Grupa 1 |
| ---------------------- | ------- |
| Drużyny rozstawione    |         |
| Drużyna                | Wsp.    |
| FK Astana              | 27.500  |
| Łudogorec Razgrad      | 27.000  |
| FK Crvena zvezda       | 16.750  |
| Szkendija Tetowo       | 6.000   |
| AIK Fotboll            | 5.500   |
| Drużyny nierozstawione |         |
| Drużyna                | Wsp.    |
| Sūduva Mariampol       | 4.250   |
| CFR Cluj               | 3.500   |
| Ferencvárosi TC        | 3.500   |
| Nõmme Kalju            | 3.500   |
| Ararat-Armenia         | 1.050   |

| Grupa 2                | Grupa 2 |
| ---------------------- | ------- |
| Drużyny rozstawione    |         |
| Drużyna                | Wsp.    |
| Celtic                 | 31.000  |
| Qarabağ FK             | 22.000  |
| Sheriff Tyraspol       | 12.250  |
| F91 Dudelange          | 6.250   |
| Slovan Bratysława      | 6.000   |
| Drużyny nierozstawione |         |
| Drużyna                | Wsp.    |
| Valletta FC            | 4.250   |
| FK Sarajevo            | 4.250   |
| Sutjeska Nikšić        | 3.000   |
| Partizani Tirana       | 3.000   |
| Saburtalo Tbilisi      | 0.950   |

| Grupa 3                | Grupa 3 |
| ---------------------- | ------- |
| Drużyny rozstawione    |         |
| Drużyna                | Wsp.    |
| BATE Borysów           | 27.500  |
| NK Maribor             | 18.500  |
| Rosenborg BK           | 11.500  |
| HJK Helsinki           | 9.000   |
| Dundalk F.C.           | 7.000   |
| The New Saints F.C.    | 6.000   |
| Drużyny nierozstawione |         |
| Drużyna                | Wsp.    |
| Feronikeli Glogovac    | 4.250   |
| Piast Gliwice          | 3.850   |
| Valur                  | 2.750   |
| Linfield F.C.          | 2.250   |
| HB Tórshavn            | 1.500   |
| Riga FC                | 1.125   |

### Pary I rundy kwalifikacyjnej
| Drużyna 1                            | Wynik dwumeczu | Drużyna 2           | Pierwszy mecz | Drugi mecz  |
| ------------------------------------ | -------------- | ------------------- | ------------- | ----------- |
| Nõmme Kalju                          | 2:2 (br. wyj.) | Szkendija Tetowo    | 0:1           | 2:1         |
| Sūduva Mariampol                     | 1:2            | FK Crvena zvezda    | 0:0           | 1:2         |
| Ararat-Armenia                       | 3:4            | AIK Fotboll         | 2:1           | 1:3         |
| FK Astana                            | 2:3            | CFR Cluj            | 1:0           | 1:3         |
| Ferencvárosi TC                      | 5:3            | Łudogorec Razgrad   | 2:1           | 3:2         |
| Partizani Tirana                     | 0:2            | Qarabağ FK          | 0:0           | 0:2         |
| Slovan Bratysława                    | 1:1 (k. 2:3)   | Sutjeska Nikšić     | 1:1           | 1:1 (dogr.) |
| FK Sarajevo                          | 2:5            | Celtic              | 1:3           | 1:2         |
| Sheriff Tyraspol                     | 3:4            | Saburtalo Tbilisi   | 0:3           | 3:1         |
| F91 Dudelange                        | 3:3 (br. wyj.) | Valletta FC         | 2:2           | 1:1         |
| Linfield F.C.                        | 0:6            | Rosenborg BK        | 0:2           | 0:4         |
| Valur                                | 0:5            | NK Maribor          | 0:3           | 0:2         |
| Dundalk F.C.                         | 0:0 (k. 5:4)   | Riga FC             | 0:0           | 0:0 (dogr.) |
| The New Saints F.C.                  | 3:2            | Feronikeli Glogovac | 2:2           | 1:0         |
| HJK Helsinki                         | 5:2            | HB Tórshavn         | 3:0           | 2:2         |
| BATE Borysów                         | 3:2            | Piast Gliwice       | 1:1           | 2:1         |
| Po lewej gospodarz pierwszego meczu. |                |                     |               |             |

### Pierwsze mecze
| 19 lipca 2019 | Nõmme Kalju | 0:1   | Szkendija Tetowo |                                                                   |
| 18:00 CET     |             | (0:0) | 81' (k.) Ibraimi | Kadrioru Staadion, Tallinn Widzów: 1 640 Sędzia: Donald Robertson |

| 29 lipca 2019 | Sūduva Mariampol | 0:0   | FK Crvena zvezda |                                                                                |
| 20:00 CET     |                  | (0:0) |                  | ARVI Futbolo Arena, Mariampol Widzów: 3 200 Sędzia: Jørgen Daugbjerg Burchardt |

| 39 lipca 2019 | Ararat-Armenia        | 2:1   | AIK Fotboll |                                                                |
| 16:00 CET     | Awetisjan 3' (k), 45' | (2:1) | 39' Obasi   | FFA Academy Stadium, Erywań Widzów: 1 497 Sędzia: Duje Strukan |

| 49 lipca 2019 | FK Astana     | 1:0   | CFR Cluj |                                                                 |
| 15:00 CET     | Postnikow 68' | (0:0) |          | Astana Arena, Nur-Sułtan Widzów: 18 587 Sędzia: Lawrence Visser |

| 510 lipca 2019 | Ferencvárosi TC       | 2:1   | Łudogorec Razgrad |                                                                           |
| 20:00 CET      | Nguen 6' · Zubkow 65' | (1:1) | 31' Świerczok     | Ferencváros Stadion, Budapeszt Widzów: 18 115 Sędzia: Eitan Shemeulevitch |

| 610 lipca 2019 | Partizani Tirana | 0:0   | Qarabağ FK |                                                                          |
| 17:30 CET      |                  | (0:0) |            | Selman Stërmasi stadiumi, Tirana Widzów: 2 120 Sędzia: Þorvaldur Árnason |

| 710 lipca 2019 | Slovan Bratysława | 1:1   | Sutjeska Nikšić |                                                                               |
| 20:15 CET      | Šporar 82'        | (0:0) | 90+5' Kojašević | Národný futbalový štadión, Bratysława Widzów: 11 250 Sędzia: Witalij Mieszkow |

| 810 lipca 2019 | FK Sarajevo | 1:3   | Celtic                                          |                                                                            |
| 19:45 CET      | Oremuš 29'  | (1:1) | 35' Johnston · 51' Édouard · 85' Scott Sinclair | Asim Ferhatović Hase Stadion, Sarajewo Widzów: 24 723 Sędzia: Glenn Nyberg |

| 910 lipca 2019 | Sheriff Tyraspol | 0:3   | Saburtalo Tbilisi                           |                                                                     |
| 19:00 CET      |                  | (0:1) | 30' Rolović · 67' Kochreidze · 71' Kakubawa | Stadion Sheriff, Tyraspol Widzów: 5 706 Sędzia: Iwan Arwel Griffith |

| 109 lipca 2019 | F91 Dudelange              | 2:2   | Valletta FC           |                                                                    |
| 20:00 CET      | Bettaieb 26' · Stolz 45+2' | (2:0) | 64' Packer · 70' Borg | Stade Josy Barthel, Luksemburg Widzów: 1 152 Sędzia: Arnold Hunter |

| 1110 lipca 2019 | Linfield F.C. | 0:2   | Rosenborg BK               |                                                             |
| 20:45 CET       |               | (0:1) | 22' Jensen · 69' Søderlund | Windsor Park, Belfast Widzów: 2 710 Sędzia: Iwajło Stojanow |

| 1210 lipca 2019 | Valur | 0:3   | NK Maribor                                    |                                                                       |
| 22:00 CET       |       | (0:1) | 43' Peričić · 60' Hotić · 86' (k.) Kronaveter | Hlíðarendi Stadium, Reykjavík Widzów: 1 201 Sędzia: Krzysztof Jakubik |

| 1310 lipca 2019 | Dundalk F.C. | 0:0   | Riga FC |                                                          |
| 20:45 CET       |              | (0:0) |         | Oriel Park, Dundalk Widzów: 3 100 Sędzia: Peter Kralovič |

| 149 lipca 2019 | The New Saints F.C.          | 2:2   | Feronikeli Glogovac         |                                                                         |
| 20:00 CET      | Draper 49' (k) · Edwards 77' | (0:0) | 89' Zeka · 90+3' (k) Fazliu | Park Hall Stadium, Oswestry Widzów: 1 140 Sędzia: Trustin Farrugia Cann |

| 159 lipca 2019 | HJK Helsinki                             | 3:0   | HB Tórshavn |                                                                    |
| 18:00 CET      | Lappalainen 21', 66' · O’Shaughnessy 42' | (2:0) |             | Telia 5G -areena, Helsinki Widzów: 4 719 Sędzia: Giorgi Kruaszwili |

| 1610 lipca 2019 | BATE Borysów | 1:1   | Piast Gliwice |                                                             |
| 19:00 CET       | Dragun 64'   | (0:1) | 36' Parzyszek | Borisov Arena, Borysów Widzów: 11 529 Sędzia: Mete Kalkavan |

### Rewanże
| 116 lipca 2019 | Szkendija Tetowo | 1:2   | Nõmme Kalju           |                                                                     |
| 17:00 CET      | Ibraimi 62' (k.) | (0:1) | 6' Uggè · 90+1' Liliu | Stadion Miejski w Tetowie, Tetowo Widzów: 2 546 Sędzia: Alain Bieri |

| 216 lipca 2019 | FK Crvena zvezda             | 2:1   | Sūduva Mariampol |                                                                   |
| 20:45 CET      | Ben Nabouhane 4' · Marin 29' | (2:0) | 90+6' Topčagić   | Stadion Crvena zvezda, Belgrad Widzów: 23 751 Sędzia: Ádám Farkas |

| 317 lipca 2019 | AIK Fotboll                        | 3:1   | Ararat-Armenia |                                                             |
| 19:00 CET      | Goitom 47', 52' · Larsson 62' (k.) | (0:0) | 77' Kobyalko   | Friends Arena, Solna Widzów: 11 382 Sędzia: Robert Hennessy |

| 417 lipca 2019 | CFR Cluj                               | 3:1   | FK Astana     |                                                                                           |
| 20:00 CET      | Omrani 10', 73' · Postnikov 26' (sam.) | (2:1) | 4' Murtazajew | Stadion im. dr. Constantina Rădulescu, Kluż-Napoka Widzów: 8 092 Sędzia: Alexander Harkam |

| 517 lipca 2019 | Łudogorec Razgrad                | 2:3   | Ferencvárosi TC                        |                                                               |
| 19:30 CET      | Terziew 24' · Heister 69' (sam.) | (1:2) | 17' Charatin · 21' Škvarka · 48' Nguen | Łudogorec Arena, Razgrad Widzów: 7 365 Sędzia: Donatas Rumšas |

| 617 lipca 2019 | Qarabağ FK                  | 2:0   | Partizani Tirana |                                                           |
| 19:00 CET      | Ozobić 51' · Quintana 90+4' | (0:0) |                  | Dalga Stadium, Baku Widzów: 5 932 Sędzia: Dumitru Muntean |

| 717 lipca 2019 | Sutjeska Nikšić                                             | 1:1 (pd.)               | Slovan Bratysława                           |                                                              |
| 20:15 CET      | Šofranac 90+3'                                              | (0:0, 1:1, 1:1, k. 3:2) | 49' Šporar                                  | Stadion Gradski, Nikšić Widzów: 4 764 Sędzia: Horațiu Feșnic |
| 20:15 CET      | · Nikolić · Kojašević · Vlaisavljević · Bubanja · Bulatović | Rzuty karne             | · Dražić · Bożikow · Ratão · Abena · Šporar | Stadion Gradski, Nikšić Widzów: 4 764 Sędzia: Horațiu Feșnic |

| 817 lipca 2019 | Celtic                      | 2:1   | FK Sarajevo |                                                           |
| 20:45 CET      | Christie 26' · McGregor 75' | (1:0) | 62' Tatar   | Celtic Park, Glasgow Widzów: 58 662 Sędzia: Alain Durieux |

| 916 lipca 2019 | Saburtalo Tbilisi | 1:3   | Sheriff Tyraspol                  |                                                                          |
| 19:30 CET      | Rolović 59'       | (0:3) | 3' Latifi · 8' Palčič · 11' Tambe | Stadion im. Micheila Meschiego, Tbilisi Widzów: 7 560 Sędzia: Pavel Orel |

| 1016 lipca 2019 | Valletta FC    | 1:1   | F91 Dudelange |                                                                 |
| 20:00 CET       | Fontanella 35' | (1:0) | 59' Pokar     | Centenary Stadium, Ta’ Qali Widzów: 1 512 Sędzia: Juri Frischer |

| 1117 lipca 2019 | Rosenborg BK                                    | 4:0   | Linfield F.C. |                                                                 |
| 19:00 CET       | Konradsen 20', 51' · Akintola 69' · Helland 85' | (1:0) |               | Lerkendal Stadion, Trondheim Widzów: 11 904 Sędzia: Enea Jorgji |

| 1217 lipca 2019 | NK Maribor                   | 2:0   | Valur |                                                                  |
| 20:15 CET       | Kronaveter 11' · Tavares 32' | (2:0) |       | Stadion Ljudski vrt, Maribor Widzów: 6 716 Sędzia: João Pinheiro |

| 1317 lipca 2019 | Riga FC                                                           | 0:0 (pd.)               | Dundalk F.C.                                                 |                                                                |
| 18:30 CET       |                                                                   | (0:0, 0:0, 0:0, k. 4:5) |                                                              | Skonto Stadium, Ryga Widzów: 6 050 Sędzia: Dimitar Mečkarovski |
| 18:30 CET       | · Debełko · Šarić · Gabovs · Brisola · Panić · Rakels · Pētersons | Rzuty karne             | · Hoban · Murray · Jarvis · Massey · Kelly · McGrath · Hoare | Skonto Stadium, Ryga Widzów: 6 050 Sędzia: Dimitar Mečkarovski |

| 1416 lipca 2019 | Feronikeli Glogovac | 0:1   | The New Saints F.C. |                                                                           |
| 20:45 CET       |                     | (0:0) | 67' Ebbe            | Stadion Miejski w Prisztinie, Prisztina Widzów: 7 800 Sędzia: Espen Eskås |

| 1516 lipca 2019 | HB Tórshavn               | 2:2   | HJK Helsinki   |                                                            |
| 20:00 CET       | Pingel 17' · Andersen 56' | (1:0) | 60', 77' Riski | Gundadalur, Thorshavn Widzów: 620 Sędzia: Georgios Kominis |

| 1617 lipca 2019 | Piast Gliwice  | 1:2   | BATE Borysów                 |                                                              |
| 20:00 CET       | Czerwiński 21' | (1:0) | 82' (k.) Moukam · 87' Volkov | Stadion Miejski, Gliwice Widzów: 9 312 Sędzia: Antti Munukka |

## II runda kwalifikacyjna
Od tej rundy turniej kwalifikacyjny będzie podzielony na 2 części – dla mistrzów i niemistrzów poszczególnych federacji:
- do startu w II rundzie kwalifikacyjnej dla mistrzów uprawnionych będzie 20 drużyn (w tym 16 zwycięzców I rundy), z czego 10 będzie rozstawionych;
- do startu w II rundzie kwalifikacyjnej w ścieżce ligowej uprawnionych będzie 4 drużyn, z czego 2 będą rozstawione.

Drużyny, które przegrają w tej rundzie, otrzymają prawo gry w III rundzie kwalifikacyjnej Ligi Europy UEFA.

### Podział na koszyki
Uwaga: Losowanie II rundy kwalifikacyjnej odbyło się przed zakończeniem I rundy kwalifikacyjnej, więc rozstawienia dokonano przyjmując założenie, że awans uzyska drużyna z najwyższym współczynnikiem w poprzedniej rundzie. W przypadku awansu, którejś z drużyn nierozstawionej, w II rundzie przejmuje ona współczynnik najwyżej rozstawionego rywala.
Oznaczenia:
| Drużyny, które awansowały z I rundy eliminacyjnej zachowując swój współczynnik. |

| Drużyny, które zaczęły rywalizację od II rundy eliminacyjnej. |

| Drużyny, które awansowały z I rundy eliminacyjnej, przejmując współczynnik rywala. |

Ścieżka mistrzowska:
| Grupa 1                | Grupa 1 |
| ---------------------- | ------- |
| Drużyny rozstawione    |         |
| Drużyna                | Wsp.    |
| FC Kopenhaga           | 31.000  |
| BATE Borysów           | 27.500  |
| CFR Cluj               | 27.500  |
| Ferencvárosi TC        | 27.000  |
| Qarabağ FK             | 22.000  |
| Drużyny nierozstawione |         |
| Drużyna                | Wsp.    |
| Maccabi Tel Awiw       | 16.000  |
| Rosenborg BK           | 11.500  |
| Dundalk F.C.           | 7.000   |
| Valletta FC            | 6.250   |
| The New Saints F.C.    | 6.000   |

| Grupa 2                | Grupa 2 |
| ---------------------- | ------- |
| Drużyny rozstawione    |         |
| Drużyna                | Wsp.    |
| Celtic                 | 31.000  |
| Dinamo Zagrzeb         | 29.500  |
| APOEL Nikozja          | 25.500  |
| NK Maribor             | 18.500  |
| FK Crvena zvezda       | 16.750  |
| Drużyny nierozstawione |         |
| Drużyna                | Wsp.    |
| Saburtalo Tbilisi      | 12.250  |
| HJK Helsinki           | 9.000   |
| Nõmme Kalju            | 6.000   |
| Sutjeska Nikšić        | 6.000   |
| AIK Fotboll            | 5.500   |

Ścieżka ligowa:
| Grupa 1                | Grupa 1 |
| ---------------------- | ------- |
| Drużyny rozstawione    |         |
| Drużyna                | Wsp.    |
| FC Basel               | 54.500  |
| Olympiakos SFP         | 44.000  |
| Drużyny nierozstawione |         |
| Drużyna                | Wsp.    |
| PSV Eindhoven          | 37.000  |
| Viktoria Pilzno        | 33.000  |

### Pary II rundy kwalifikacyjnej
| Drużyna 1                            | Wynik dwumeczu      | Drużyna 2           | Pierwszy mecz       | Drugi mecz          |                     |
| Ścieżka mistrzowska                  | Ścieżka mistrzowska | Ścieżka mistrzowska | Ścieżka mistrzowska | Ścieżka mistrzowska | Ścieżka mistrzowska |
| ------------------------------------ | ------------------- | ------------------- | ------------------- | ------------------- | ------------------- |
| CFR Cluj                             | 3:2                 | Maccabi Tel Awiw    | 1:0                 | 2:2                 |                     |
| BATE Borysów                         | 2:3                 | Rosenborg BK        | 2:1                 | 0:2                 |                     |
| The New Saints F.C.                  | 0:3                 | FC Kopenhaga        | 0:2                 | 0:1                 |                     |
| Ferencvárosi TC                      | 4:2                 | Valletta FC         | 3:1                 | 1:1                 |                     |
| Dundalk F.C.                         | 1:4                 | Qarabağ FK          | 1:1                 | 0:3                 |                     |
| Saburtalo Tbilisi                    | 0:5                 | Dinamo Zagrzeb      | 0:2                 | 0:3                 |                     |
| Celtic                               | 7:0                 | Nõmme Kalju         | 5:0                 | 2:0                 |                     |
| FK Crvena zvezda                     | 3:2                 | HJK Helsinki        | 2:0                 | 1:2                 |                     |
| Sutjeska Nikšić                      | 0:4                 | APOEL Nikozja       | 0:1                 | 0:3                 |                     |
| NK Maribor                           | 4:4 (br. wyj.)      | AIK Fotboll         | 2:1                 | 2:3 (dogr.)         |                     |
| Ścieżka ligowa                       |                     |                     |                     |                     |                     |
| Viktoria Pilzno                      | 0:4                 | Olympiakos SFP      | 0:0                 | 0:4                 |                     |
| PSV Eindhoven                        | 4:4 (br. wyj.)      | FC Basel            | 3:2                 | 1:2                 |                     |
| Po lewej gospodarz pierwszego meczu. |                     |                     |                     |                     |                     |

### Pierwsze mecze
| 124 lipca 2019 | CFR Cluj   | 1:0   | Maccabi Tel Awiw |                                                                                              |
| 20:00 CET      | Omrani 22' | (1:0) |                  | Stadion im. dr. Constantina Rădulescu, Kluż-Napoka Widzów: 11 150 Sędzia: José María Sánchez |

| 224 lipca 2019 | BATE Borysów                     | 2:1   | Rosenborg BK  |                                                              |
| 19:00 CET      | Stasiewicz 5' (k.) · Skawysz 51' | (1:1) | 25' Konradsen | Barysau-Arena, Borysów Widzów: 12 696 Sędzia: Sandro Schärer |

| 323 lipca 2019 | The New Saints F.C. | 0:2   | FC Kopenhaga                 |                                                            |
| 20:00 CET      |                     | (0:1) | 18' Sotiriou · 61' (k.) Skov | Park Hall, Oswestry Widzów: 1 230 Sędzia: Alexander Harkam |

| 424 lipca 2019 | Ferencvárosi TC                              | 3:1   | Valletta FC |                                                                |
| 20:00 CET      | Bonello 19' (sam.) · Lanzafame 36' (k.), 59' | (2:0) | 85' Messias | Groupama Aréna, Budapeszt Widzów: 18 603 Sędzia: Radu Petrescu |

| 524 lipca 2019 | Dundalk F.C. | 1:1   | Qarabağ FK |                                                              |
| 20:45 CET      | Hoban 78'    | (0:1) | 4' Emreli  | Oriel Park, Dundalk Widzów: 3 100 Sędzia: Bartosz Frankowski |

| 623 lipca 2019 | Saburtalo Tbilisi | 0:2   | Dinamo Zagrzeb                |                                                                               |
| 19:30 CET      |                   | (0:0) | 67' Oršić · 78' (k.) Petković | Stadion im. Micheila Meschiego, Tbilisi Widzów: 15 165 Sędzia: Petr Ardeleánu |

| 724 lipca 2019 | Celtic                                                             | 5:0   | Nõmme Kalju |                                                          |
| 20:45 CET      | Ajer 36' · Christie 44' (k.), 65' · Griffiths 45+3' · McGregor 77' | (3:0) |             | Celtic Park, Glasgow Widzów: 41 872 Sędzia: Jakob Kehlet |

| 824 lipca 2019 | FK Crvena zvezda        | 2:0   | HJK Helsinki |                                                                 |
| 20:45 CET      | Boakye 27' · Pavkov 90' | (1:0) |              | Stadion Crvena zvezda, Belgrad Widzów: 36 289 Sędzia: Paweł Gil |

| 923 lipca 2019 | Sutjeska Nikšić | 0:1   | APOEL Nikozja        |                                                                |
| 20:15 CET      |                 | (0:1) | 42' (k.) De Vincenti | Stadion Kraj Bistrice, Nikšić Widzów: 5 500 Sędzia: István Vad |

| 1024 lipca 2019 | NK Maribor                  | 2:1   | AIK Fotboll |                                                                     |
| 20:15 CET       | Kronaveter 6' · Ivković 38' | (2:1) | 28' Goitom  | Stadion Ljudski vrt, Maribor Widzów: 7 816 Sędzia: Sascha Stegemann |

| 1123 lipca 2019 | Viktoria Pilzno | 0:0   | Olympiakos SFP |                                                         |
| 19:00 CET       |                 | (0:0) |                | Doosan Arena, Pilzno Widzów: 10 632 Sędzia: Marco Guida |

| 1223 lipca 2019 | PSV Eindhoven                         | 3:2   | FC Basel                   |                                                                    |
| 20:00 CET       | Bruma 14' · Lammers 89' · Malen 90+3' | (1:1) | 45+1' Ajeti · 79' Alderete | Philips Stadion, Eindhoven Widzów: 31 000 Sędzia: Andris Treimanis |

### Rewanże
| 130 lipca 2019 | Maccabi Tel Awiw         | 2:2   | CFR Cluj                    |                                                             |
| 19:00 CET      | Blackman 15' · Kohen 48' | (1:2) | 19' (k.) Culio · 42' Rondón | Stadion Netanja, Netanja Widzów: 11 947 Sędzia: Marco Fritz |

| 231 lipca 2019 | Rosenborg BK                     | 2:0   | BATE Borysów |                                                                    |
| 19:00 CET      | Helland 73' (k.) · Søderlund 85' | (0:0) |              | Lerkendal Stadion, Trondheim Widzów: 14 875 Sędzia: Marco Di Bello |

| 331 lipca 2019 | FC Kopenhaga | 1:0   | The New Saints F.C. |                                                     |
| 19:45 CET      | Zeca 52'     | (0:0) |                     | Parken, Kopenhaga Widzów: 12 523 Sędzia: Karim Abed |

| 430 lipca 2019 | Valletta FC    | 1:1   | Ferencvárosi TC |                                                                   |
| 20:00 CET      | Fontanella 27' | (1:0) | 60' Nguen       | Centenary Stadium, Ta’ Qali Widzów: 1 108 Sędzia: Jonathan Lardot |

| 531 lipca 2019 | Qarabağ FK                   | 3:0   | Dundalk F.C. |                                                           |
| 19:00 CET      | Romero 12', 87' · Ailton 76' | (1:0) |              | Dalğa Arena, Baku Widzów: 5 832 Sędzia: Svein Oddvar Moen |

| 630 lipca 2019 | Dinamo Zagrzeb                        | 3:0   | Saburtalo Tbilisi |                                                    |
| 20:00 CET      | Oršić 77' · Petković 88' · Olmo 90+4' | (0:0) |                   | Maksimir, Zagrzeb Widzów: 0 Sędzia: Daniele Doveri |

| 730 lipca 2019 | Nõmme Kalju | 0:2   | Celtic                            |                                                              |
| 18:00 CET      |             | (0:1) | 10' (sam.) Kulinitš · 90+3' Szwed | A. Le Coq Arena, Tallinn Widzów: 4 014 Sędzia: Benoît Millot |

| 831 lipca 2019 | HJK Helsinki                | 2:1   | FK Crvena zvezda |                                                              |
| 18:00 CET      | Dahlström 46' · Riski 90+2' | (0:0) | 56' Jovančić     | Telia 5G -areena, Helsinki Widzów: 9 107 Sędzia: Alain Bieri |

| 930 lipca 2019 | APOEL Nikozja          | 3:0   | Sutjeska Nikšić |                                                             |
| 19:00 CET      | Pavlović 13', 25', 66' | (2:0) |                 | Stadion GSP, Nikozja Widzów: 8 297 Sędzia: Roi Reinshreiber |

| 1031 lipca 2019 | AIK Fotboll                                 | 3:2 (pd.)       | NK Maribor              |                                                              |
| 19:00 CET       | Karlsson 5' · Larsson 61' · Elyounoussi 93' | (1:0, 2:1, 3:1) | 48' Kotnik · 117' Crețu | Friends Arena, Solna Widzów: 19 179 Sędzia: Adrien Jaccottet |

| 1130 lipca 2019 | Olympiakos SFP                                                | 4:0   | Viktoria Pilzno |                                                                                        |
| 20:30 CET       | Guilherme 51' · Guerrero 70' · Brabec 73' (sam.) · Semedo 82' | (0:0) |                 | Stadion im. Jeorjosa Karaiskakisa, Pireus Widzów: 30 123 Sędzia: Juan Martinez Munuera |

| 1230 lipca 2019 | FC Basel                        | 2:1   | PSV Eindhoven |                                                                |
| 20:00 CET       | Cömert 8' · van Wolfswinkel 68' | (1:1) | 23' Bruma     | St. Jakob-Park, Bazylea Widzów: 29 216 Sędzia: Fabio Verissimo |

## III runda kwalifikacyjna
W tej rundzie kwalifikacji utrzymany został podział na 2 ścieżki – mistrzowską i ligową:
- do startu w III rundzie kwalifikacyjnej dla mistrzów uprawnionych będzie 12 drużyn (w tym 10 zwycięzców II rundy), z czego 6 będzie rozstawionych;
- do startu w III rundzie kwalifikacyjnej w ścieżce ligowej uprawnionych będzie 8 drużyn (w tym 3 zwycięzców II rundy), z czego 4 będzie rozstawionych.

Drużyny, które przegrają w tej rundzie w ścieżce mistrzowskiej, otrzymają prawo gry w rundzie play-off Ligi Europy UEFA, natomiast drużyny które przegrają w ścieżce ligowej otrzymają prawo gry w fazie grupowej Ligi Europy UEFA.

### Podział na koszyki
Uwaga: Losowanie III rundy kwalifikacyjnej odbyło się przed zakończeniem II rundy kwalifikacyjnej, więc rozstawienia dokonano przyjmując założenie, że awans uzyska drużyna z wyższym współczynnikiem w poprzedniej rundzie. W przypadku awansu, którejś z drużyn nierozstawionej, w III rundzie przejmuje ona współczynnik rywala.
Oznaczenia:
| Drużyny, które awansowały z II rundy eliminacyjnej zachowując swój współczynnik. |

| Drużyny, które zaczęły rywalizację od III rundy eliminacyjnej. |

| Drużyny, które awansowały z II rundy eliminacyjnej, przejmując współczynnik rywala. |

| Ścieżka mistrzowska    | Ścieżka mistrzowska |
| ---------------------- | ------------------- |
| Drużyny rozstawione    |                     |
| Drużyna                | Wsp.                |
| Ajax                   | 70.500              |
| Celtic                 | 31.000              |
| FC Kopenhaga           | 31.000              |
| Dinamo Zagrzeb         | 29.500              |
| Rosenborg BK           | 27.500              |
| APOEL Nikozja          | 25.500              |
| Drużyny nierozstawione |                     |
| Drużyna                | Wsp.                |
| PAOK FC                | 23.500              |
| Qarabağ FK             | 22.000              |
| NK Maribor             | 18.500              |
| FK Crvena zvezda       | 16.750              |
| CFR Cluj               | 16.000              |
| Ferencvárosi TC        | 4.250               |

| Ścieżka ligowa         | Ścieżka ligowa |
| ---------------------- | -------------- |
| Drużyny rozstawione    |                |
| Drużyna                | Wsp.           |
| FC Porto               | 93.000         |
| Dynamo Kijów           | 65.000         |
| FC Basel               | 54.500         |
| Olympiakos SFP         | 44.000         |
| Drużyny nierozstawione |                |
| Drużyna                | Wsp.           |
| Club Brugge            | 39.500         |
| FK Krasnodar           | 34.500         |
| İstanbul Başakşehir    | 10.500         |
| LASK Linz              | 6.250          |

### Pary III rundy kwalifikacyjnej
| Drużyna 1                            | Wynik dwumeczu      | Drużyna 2           | Pierwszy mecz       | Drugi mecz          |                     |
| Ścieżka mistrzowska                  | Ścieżka mistrzowska | Ścieżka mistrzowska | Ścieżka mistrzowska | Ścieżka mistrzowska | Ścieżka mistrzowska |
| ------------------------------------ | ------------------- | ------------------- | ------------------- | ------------------- | ------------------- |
| CFR Cluj                             | 5:4                 | Celtic              | 1:1                 | 4:3                 |                     |
| APOEL Nikozja                        | 3:2                 | Qarabağ FK          | 1:2                 | 2:0                 |                     |
| PAOK FC                              | 4:5                 | Ajax                | 2:2                 | 2:3                 |                     |
| Dinamo Zagrzeb                       | 5:1                 | Ferencvárosi TC     | 1:1                 | 4:0                 |                     |
| FK Crvena zvezda                     | 2:2 (k. 7:6)        | FC Kopenhaga        | 1:1                 | 1:1 (dogr.)         |                     |
| NK Maribor                           | 2:6                 | Rosenborg BK        | 1:3                 | 1:3                 |                     |
| Ścieżka ligowa                       |                     |                     |                     |                     |                     |
| İstanbul Başakşehir                  | 0:3                 | Olympiakos SFP      | 0:1                 | 0:2                 |                     |
| FK Krasnodar                         | 3:3 (br. wyj.)      | FC Porto            | 0:1                 | 3:2                 |                     |
| Club Brugge                          | 4:3                 | Dynamo Kijów        | 1:0                 | 3:3                 |                     |
| FC Basel                             | 2:5                 | LASK Linz           | 1:2                 | 1:3                 |                     |
| Po lewej gospodarz pierwszego meczu. |                     |                     |                     |                     |                     |

### Pierwsze mecze
| 17 sierpnia 2019 | CFR Cluj   | 1:1   | Celtic      |                                                                                           |
| 20:00 CET        | Rondón 28' | (1:1) | 37' Forrest | Stadion im. dr. Constantina Rădulescu, Kluż-Napoka Widzów: 13 055 Sędzia: Srđan Jovanović |

| 26 sierpnia 2019 | APOEL Nikozja | 1:2   | Qarabağ FK             |                                                         |
| 19:00 CET        | Merkis 90+5'  | (0:0) | 54' Emreli · 70' Gueye | Stadion GSP, Nikozja Widzów: 9 481 Sędzia: Davide Massa |

| 36 sierpnia 2019 | PAOK FC                   | 2:2   | Ajax                       |                                                              |
| 19:00 CET        | Akpom 32' · Léo Matos 39' | (2:1) | 10' Ziyech · 57' Huntelaar | Stadion Tumba, Saloniki Widzów: 23 418 Sędzia: Slavko Vinčić |

| 46 sierpnia 2019 | Dinamo Zagrzeb | 1:1   | Ferencvárosi TC |                                                           |
| 20:00 CET        | Olmo 7'        | (1:0) | 59' Sigér       | Maksimir, Zagrzeb Widzów: 14 283 Sędzia: Paweł Raczkowski |

| 56 sierpnia 2019 | FK Crvena zvezda | 1:1   | FC Kopenhaga  |                                                                     |
| 20:45 CET        | Pavkov 44'       | (1:0) | 84' (k.) Wind | Stadion Crvena zvezda, Belgrad Widzów: 40 812 Sędzia: Tiago Martins |

| 67 sierpnia 2019 | NK Maribor  | 1:3   | Rosenborg BK                    |                                                                       |
| 20:15 CET        | Tavares 70' | (0:0) | 50', 64' Søderlund · 71' Jensen | Stadion Ljudski vrt, Maribor Widzów: 10 316 Sędzia: François Letexier |

| 77 sierpnia 2019 | İstanbul Başakşehir | 0:1   | Olympiakos SFP |                                                                              |
| 19:45 CET        |                     | (0:0) | 53' Masouras   | Başakşehir Fatih Terim Stadyumu, Stambuł Widzów: 4 301 Sędzia: Orel Grinfeld |

| 87 sierpnia 2019 | FK Krasnodar | 0:1   | FC Porto     |                                                                       |
| 19:00 CET        |              | (0:0) | 89' Oliveira | Stadion FK Krasnodar, Krasnodar Widzów: 34 874 Sędzia: Tobias Stieler |

| 96 sierpnia 2019 | Club Brugge      | 1:0   | Dynamo Kijów |                                                                             |
| 20:30 CET        | Vanaken 37' (k.) | (1:0) |              | Jan Breydel Stadion, Brugia Widzów: 27 018 Sędzia: Xavier Estrada Fernández |

| 107 sierpnia 2019 | FC Basel  | 1:2   | LASK Linz                         |                                                               |
| 20:00 CET         | Zuffi 87' | (0:0) | 51' Trauner · 82' Klauss De Mello | St. Jakob-Park, Bazylea Widzów: 20 470 Sędzia: Andreas Ekberg |

### Rewanże
| 113 sierpnia 2019 | Celtic                                   | 3:4   | CFR Cluj                                         |                                                              |
| 20:45 CET         | Forrest 51' · Édouard 61' · Christie 76' | (0:1) | 27' Deac · 74' (k.), 80' Omrani · 90+7' Țucudean | Celtic Park, Glasgow Widzów: 50 964 Sędzia: Andris Treimanis |

| 213 sierpnia 2019 | Qarabağ FK | 0:2   | APOEL Nikozja                     |                                                                                        |
| 18:30 CET         |            | (0:1) | 34' (k.) De Vincenti · 68' Matich | Stadion Republikański im. Tofiqa Bəhramova, Baku Widzów: 31 531 Sędzia: Daniel Siebert |

| 313 sierpnia 2019 | Ajax                                      | 3:2   | PAOK FC             |                                                                   |
| 20:30 CET         | Tadić 43' (k.), 85' (k.) · Tagliafico 79' | (1:1) | 23', 90+4' Biseswar | Johan Cruyff ArenA, Amsterdam Widzów: 53 942 Sędzia: Craig Pawson |

| 413 sierpnia 2019 | Ferencvárosi TC | 0:4   | Dinamo Zagrzeb                                  |                                                               |
| 20:00 CET         |                 | (0:1) | 16' Ademi · 47' Petković · 55' Olmo · 79' Gojak | Groupama Aréna, Budapeszt Widzów: 20 321 Sędzia: Ruddy Buquet |

| 513 sierpnia 2019 | FC Kopenhaga | 1:1 (pd.)               | FK Crvena zvezda                                                                                        |                                                            |
| 20:00 CET         | N’Doye 45' | (1:1, 1:1, 1:1, k. 6:7) | 17' Boakye                                                                                              | Parken, Kopenhaga Widzów: 29 872 Sędzia: Gediminas Mažeika |
| 20:00 CET         | · Wind · Fischer · Sotiriu · Bengtsson · Zeca · N’Doye · Bartolec · Nelsson · Papagiannopoulos · Grytebust · Wind | Rzuty karne             | · Marin · Ivanić · Jevtović · Jander · Pavkov · Jovančić · Simić · Degenek · Gobeljić · Borjan · Pavkov | Parken, Kopenhaga Widzów: 29 872 Sędzia: Gediminas Mažeika |

| 613 sierpnia 2019 | Rosenborg BK                       | 3:1   | NK Maribor         |                                                                      |
| 19:00 CET         | Søderlund 53' · Konradsen 61', 81' | (0:1) | 45+2' Požeg Vancaš | Lerkendal Stadion, Trondheim Widzów: 18 564 Sędzia: Serdar Gözübüyük |

| 713 sierpnia 2019 | Olympiakos SFP                 | 2:0   | İstanbul Başakşehir |                                                                               |
| 20:30 CET         | Semedo 55' · Valbuena 78' (k.) | (0:0) |                     | Stadion im. Jeorjosa Karaiskakisa, Pireus Widzów: 28 521 Sędzia: Bobby Madden |

| 813 sierpnia 2019 | FC Porto               | 2:3   | FK Krasnodar                     |                                                             |
| 21:00 CET         | Zé Luís 57' · Díaz 76' | (0:3) | 3' Vilhena · 13', 34' Suleymanov | Estádio do Dragão, Porto Widzów: 48 520 Sędzia: Marco Guida |

| 913 sierpnia 2019 | Dynamo Kijów                                      | 3:3   | Club Brugge                          |                                                             |
| 19:30 CET         | Bujalski 6' · Szepelew 50' · Mechele 90+3' (sam.) | (1:1) | 38' Deli · 88' Vormer · 90+5' Openda | Stadion Olimpijski, Kijów Widzów: 42 152 Sędzia: Ivan Bebek |

| 1013 sierpnia 2019 | LASK Linz                                | 3:1   | FC Basel  |                                                            |
| 20:30 CET          | Ranftl 59' · Goiginger 89' · Raguž 90+4' | (0:0) | 80' Ademi | Linzer Stadion, Linz Widzów: 12 966 Sędzia: Aliyar Aghayev |

## Runda play-off
W tej rundzie kwalifikacji utrzymany został podział na 2 ścieżki – mistrzowską i ligową:
- do startu w rundzie play-off w ścieżce mistrzowskiej uprawnionych zostanie 8 drużyn (w tym 6 zwycięzców III rundy), z czego 4 będzie rozstawionych;
- do startu w rundzie play-off w ścieżce ligowej uprawnione zostaną 4 drużyn (zwycięzcy III rundy), z czego 2 będzie rozstawionych.

Drużyny, które przegrały w tej rundzie, otrzymają prawo gry w fazie grupowej Ligi Europy UEFA.

### Podział na koszyki
Uwaga: Losowanie IV rundy kwalifikacyjnej odbyło się przed zakończeniem III rundy kwalifikacyjnej, więc rozstawienia dokonano przyjmując założenie, że awans uzyska drużyna z wyższym współczynnikiem w poprzedniej rundzie. W przypadku awansu, którejś z drużyn nierozstawionej, w IV rundzie przejmuje ona współczynnik rywala.
Oznaczenia:
| Drużyny, które awansowały z III rundy eliminacyjnej zachowując swój współczynnik. |

| Drużyny, które zaczęły rywalizację od IV rundy eliminacyjnej. |

| Drużyny, które awansowały z III rundy eliminacyjnej, przejmując współczynnik rywala. |

| Ścieżka mistrzowska    | Ścieżka mistrzowska |
| ---------------------- | ------------------- |
| Drużyny rozstawione    |                     |
| Drużyna                | Wsp.                |
| Ajax                   | 70.500              |
| CFR Cluj               | 31.000              |
| FK Crvena zvezda       | 31.000              |
| Dinamo Zagrzeb         | 29.500              |
| Drużyny nierozstawione |                     |
| Drużyna                | Wsp.                |
| BSC Young Boys         | 27.500              |
| APOEL Nikozja          | 25.500              |
| Slavia Praga           | 21.500              |
| Rosenborg BK           | 18.500              |

| Ścieżka ligowa         | Ścieżka ligowa |
| ---------------------- | -------------- |
| Drużyny rozstawione    |                |
| Drużyna                | Wsp.           |
| FK Krasnodar           | 93.000         |
| Club Brugge            | 65.000         |
| Drużyny nierozstawione |                |
| Drużyna                | Wsp.           |
| LASK Linz              | 54.500         |
| Olympiakos SFP         | 44.000         |

### Pary Rundy play-off
| Drużyna 1                            | Wynik dwumeczu      | Drużyna 2           | Pierwszy mecz       | Drugi mecz          |                     |
| Ścieżka mistrzowska                  | Ścieżka mistrzowska | Ścieżka mistrzowska | Ścieżka mistrzowska | Ścieżka mistrzowska | Ścieżka mistrzowska |
| ------------------------------------ | ------------------- | ------------------- | ------------------- | ------------------- | ------------------- |
| Dinamo Zagrzeb                       | 3:1                 | Rosenborg BK        | 2:0                 | 1:1                 |                     |
| CFR Cluj                             | 0:2                 | Slavia Praga        | 0:1                 | 0:1                 |                     |
| BSC Young Boys                       | 3:3 (br. wyj.)      | FK Crvena zvezda    | 2:2                 | 1:1                 |                     |
| APOEL Nikozja                        | 0:2                 | Ajax                | 0:0                 | 0:2                 |                     |
| Ścieżka ligowa                       |                     |                     |                     |                     |                     |
| LASK Linz                            | 1:3                 | Club Brugge         | 0:1                 | 1:2                 |                     |
| Olympiakos SFP                       | 6:1                 | FK Krasnodar        | 4:0                 | 2:1                 |                     |
| Po lewej gospodarz pierwszego meczu. |                     |                     |                     |                     |                     |

### Pierwsze mecze
| 121 sierpnia 2019 | Dinamo Zagrzeb               | 2:0   | Rosenborg BK |                                                         |
| 21:00 CET         | Petković 8' (k.) · Oršić 28' | (2:0) |              | Maksimir, Zagrzeb Widzów: 23 859 Sędzia: Daniele Orsato |

| 220 sierpnia 2019 | CFR Cluj | 0:1   | Slavia Praga |                                                                                        |
| 21:00 CET         |          | (0:1) | 28' Masopust | Stadion im. dr. Constantina Rădulescu, Kluż-Napoka Widzów: 15 196 Sędzia: Cüneyt Çakır |

| 321 sierpnia 2019 | BSC Young Boys              | 2:2   | FK Crvena zvezda         |                                                                       |
| 21:00 CET         | Assalé 7' · Hoarau 76' (k.) | (1:1) | 18' Degenek · 46' García | Stade de Suisse Wankdorf, Berno Widzów: 26 375 Sędzia: Danny Makkelie |

| 420 sierpnia 2019 | APOEL Nikozja | 0:0   | Ajax |                                                                 |
| 21:00 CET         |               | (0:0) |      | Stadion GSP, Nikozja Widzów: 14 549 Sędzia: Antonio Mateu Lahoz |

| 520 sierpnia 2019 | LASK Linz | 0:1   | Club Brugge      |                                                              |
| 21:00 CET         |           | (0:1) | 10' (k.) Vanaken | Linzer Stadion, Linz Widzów: 12 637 Sędzia: Szymon Marciniak |

| 621 sierpnia 2019 | Olympiakos SFP                                   | 4:0   | FK Krasnodar |                                                                                          |
| 21:00 CET         | Guerrero 30' · Ranđelović 78', 85' · Podence 89' | (1:0) |              | Stadion im. Jeorjosa Karaiskakisa, Pireus Widzów: 29 132 Sędzia: Carlos del Cerro Grande |

### Rewanże
| 127 sierpnia 2019 | Rosenborg BK | 1:1   | Dinamo Zagrzeb |                                                                    |
| 21:00 CET         | David 11'    | (1:0) | 71' Gojak      | Lerkendal Stadion, Trondheim Widzów: 18 173 Sędzia: Ovidiu Haţegan |

| 228 sierpnia 2019 | Slavia Praga | 1:0   | CFR Cluj |                                                          |
| 21:00 CET         | Bořil 66'    | (0:0) |          | Eden Arena, Praga Widzów: 18 562 Sędzia: Gianluca Rocchi |

| 327 sierpnia 2019 | FK Crvena zvezda | 1:1   | BSC Young Boys           |                                                                      |
| 21:00 CET         | Vukanović 59'    | (0:0) | 82' (sam.) Ben Nabouhane | Stadion Crvena zvezda, Belgrad Widzów: 47 487 Sędzia: Anthony Taylor |

| 428 sierpnia 2019 | Ajax                    | 2:0   | APOEL Nikozja |                                                                   |
| 21:00 CET         | Álvarez 43' · Tadić 80' | (1:0) |               | Johan Cruyff ArenA, Amsterdam Widzów: 51 645 Sędzia: Felix Zwayer |

| 528 sierpnia 2019 | Club Brugge                   | 2:1   | LASK Linz       |                                                                |
| 21:00 CET         | Vanaken 70' · Bonaventure 89' | (0:0) | 74' (k.) Klauss | Jan Breydel Stadion, Brugia Widzów: 25 319 Sędzia: Felix Brych |

| 627 sierpnia 2019 | FK Krasnodar | 1:2   | Olympiakos SFP    |                                                                      |
| 21:00 CET         | Utkin 10'    | (1:1) | 11', 48' El-Arabi | Stadion FK Krasnodar, Krasnodar Widzów: 34 627 Sędzia: Damir Skomina |